# Кристиан Лубутен
Кристиан Лубутен (на френски: Christian Louboutin) е френски дизайнер на обувки, известен с дизайнерските червени подметки.

## Кариера
Кристиан Лубутен е роден на 7 януари 1964 г. във Франция. В ранната си тийнейджърска възраст той започва да бяга от училище, за да гледа шоу момичетата в парижките нощни клубове. Вдъхновен от техните костюми, той се занимава с дизайн на обувки. На 16-годишна възраст носи скици на свои обувки във „Фоли Бержер“, където го взимат на работа като стажант. Скоро след това напуска училище, за да следва мечтата си да прави обувки.
Лубутен учи известно време рисуване и декоративни изкуства в Академията Рьодерер. Работи заедно с известния дизайнер на обувки Шарл Журдан. Покрай него се запознава с Роже Вивие, също добре познат дизайнер на обувки, работил за известни модни къщи, една от които е Диор (Dior).
През 1980 г. Кристиан Лубутен е дизайнер на свободна практика. Прави обувки за Шанел (Channel) и Ив Сен Лоран (Yves Saint Lauren), с което започват и първите му успехи на модната сцена.
През ноември 1991 г. създава своя собствена компания като отваря бутик, носещ неговото име. Първата му известна клиентка е принцесата на Монако – Каролина. Когато принцесата посещава за първи път бутика, в него е и моден журналист, който веднага съобщава новината. Последвалите отзиви в пресата дават висок старт на Лубутен и скоро след това в клиентската му листа започват да влизат и други известни дами. Две години Лубутен жъне големи успехи със своя бутик и в резултат на това през 1993 г. отваря втори, този път в Ню Йорк, по-късно в Лас Вегас, Токио и Лондон, а през 2002 и в Москва.
Сред известните клиенти на Кристиан Лубутен са Елизабет Тейлър, Бионсе, Сара Джесика Паркър, Виктория Бекъм, Лейди Гага, Никол Кидман, Деми Мур, Гуинет Полтроу и Дженифър Лопес, която посвещава песен на него – „Louboutins“ и има над 70 чифта, като някои от тях са създадени специално за нея.

## Червените подметки
Червените подметки, които правят Лубутен толкова известен, са плод на случайност. Идеята се появява през 1992 г. Докато прави дизайн на един от моделите си обувки, Лубутен решава, че „на обувките им липсва енергия“, взима яркочервения лак за нокти на асистентката си и боядисва целите подметки. Първоначалната му идея е да сменя цветовете на подметките всеки сезон, но след големия успех на червените подметки в бутика му, те остават траен елемент в моделите му.

## Кристиан Лубутен в модната индустрия
Освен с отличителните яркочервени подметки, Кристиан Лубутен е известен с това, че налага обувките с екстремно високи токове, като вкарва скрити платформи в подметките и също така налага обувките с отворени пръсти.
Лубутен се занимава и с дизайн на чанти. През 2003 г. пуска първата си колекция чанти.

## Личен живот
Той е обвързан с архитекта Луи Бенек от 1997 г. Двамата имат две дъщери близначки.